# مايا نيوينشفاندر
مايا نيوينشفاندر (بالألمانية: Maja Neuenschwander) هي عدائة مسافات طويلة وماراثون سويسرية ولدت في يوم 13 فبراير 1980 في مدينة برن عاصمة سويسرا، إختصت بسباقات الماراثون ونصف الماراثون وسباق ال10 كلم.

## روابط خارجية
- مايا نيوينشفاندر على موقع الاتحاد الدولي لألعاب القوى (الإنجليزية)
- مايا نيوينشفاندر على موقع رابطة إحصائيات سباق الطريق (الإنجليزية)
- مايا نيوينشفاندر على موقع أوليمبيديا (الإنجليزية)